# Staffan Ehrling
Per Staffan Ehrling, född 25 april 1941 på Södermalm i Stockholm, är en svensk kompositör och sångtextförfattare. Han är son till Thore Ehrling. 
Ehrling började skriva schlagermelodier i mitten av 1960-talet. Med Svante Thuresson som sångare placerade sig hans Du är en vårvind i april på Svensktoppen efter att ha kommit tvåa i Melodifestivalen 1968. Hans Svenska flicka, även den med text av Bo-Göran Edling, framfördes av Ann-Louise Hanson vid Melodifestivalen 1969. Den placerade sig på fjärde plats, och kom senare ut på grammofonskiva i Tyskland och Nederländerna. I samma tävling deltog han även med bidragen Gång på gång med Sten Nilsson, på tredje plats, och L, som i älskar dig med Britt Bergström, placerad delad sistaplacering. 
Ehrling var en av 47 inbjudna kompositörer och sångtextförfattare till att skicka in låtar till Melodifestivalen 1978. 